# Lacinipolia larissa
Lacinipolia larissa är en fjärilsart som beskrevs av Smith 1895. Lacinipolia larissa ingår i släktet Lacinipolia och familjen nattflyn. Inga underarter finns listade i Catalogue of Life.